# Rinascimento mantovano

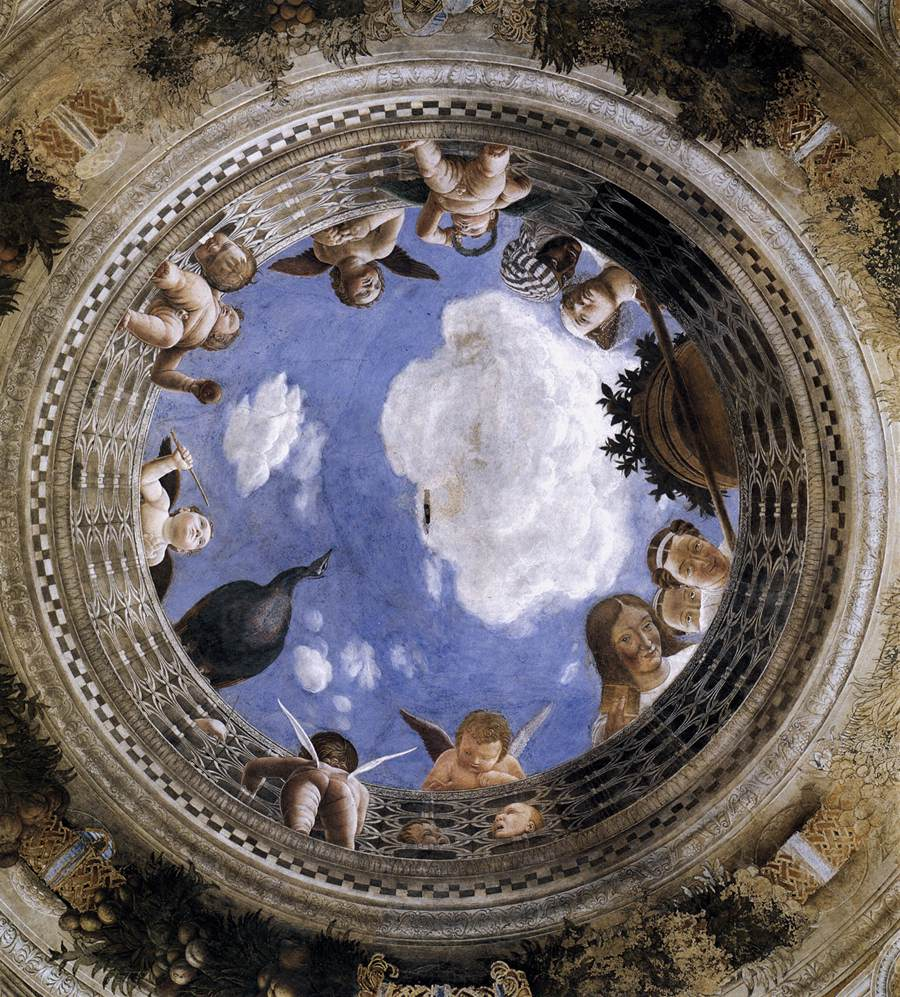
L'oculo della Camera degli Sposi (1465-1474)

Il Rinascimento a Mantova decollò dalla metà del XV secolo, dipendendo in toto dalla dinastia dei Gonzaga, che fecero della città, nonostante l'esiguità del territorio e la sua relativa importanza nello scacchiere europeo, una delle corti signorili più splendide d'Europa. A differenza di altre declinazioni del Rinascimento italiano, quello mantovano riguardò la sola casata regnante: la differenza tra le commissioni gonzaghesche e quelle dei mantovani, per quanto benestanti, è abissale.

## Contesto storico e culturale

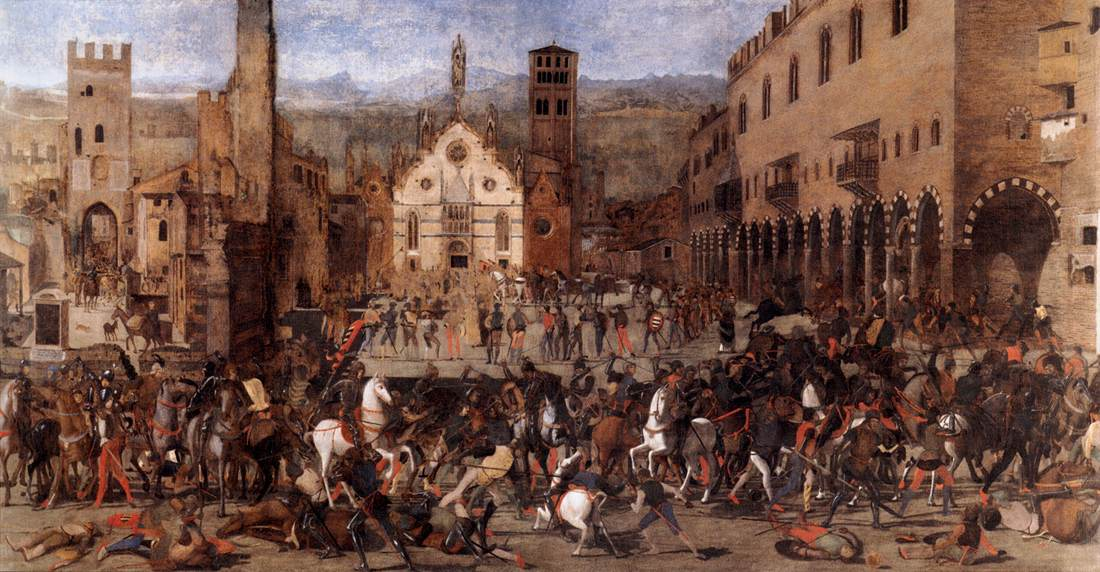
Domenico Morone, Cacciata dei Bonacolsi da Mantova nel 1328 (1494)

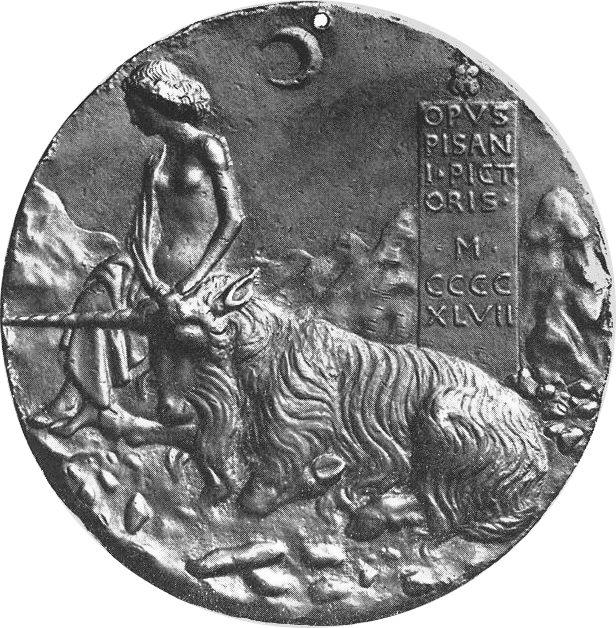
Pisanello, il verso della medaglia di Cecilia Gonzaga

I Gonzaga avevano scacciato i Bonacolsi nel 1328, imponendo un dominio su Mantova che durò fino al XVII secolo. Essendo Mantova un feudo imperiale, i Gonzaga si adoperarono con energia per ottenere la legittimazione imperiale, che arrivò nel 1432, quando Gianfrancesco Gonzaga ottenne il titolo marchionale. Il legame imperiale fu per la famiglia sempre un motivo di vanto e prestigio, sottolineato anche dai ripetuti matrimoni con principesse di stirpe tedesca.
Dinastia di grandi mecenati, i Gonzaga si dedicarono subito a figurare il loro dominio sulla città anche attraverso commissioni artistiche, stabilendosi nel decentrato castello di San Giorgio.
Dopo il 1423 Gianfrancesco Gonzaga finanziò la creazione della Ca' Zoiosa, la scuola dell'umanista Vittorino da Feltre, che fu il precettore dei figli del marchese. La futura classe dirigente venne così educata sin dall'infanzia alla cultura classica, alla storia romana, alla poesia, alla filosofia, alla matematica e all'astrologia.
Nella prima metà del secolo prevalse un gusto tardogotico come nel resto dell'area lombarda, con il fondamentale soggiorno di Pisanello quale artista di corte fino alla morte nel 1455, che realizzò affreschi di tono cavalleresco (Torneo-battaglia di Louverzep) e una serie di medaglie di grande eleganza. Non mancarono però contatti con artisti toscani, come la presenza di Filippo Brunelleschi in città tra il 1436 e il 1438, interpellato per questioni idrauliche. Le ampie conoscenze umanistiche che si andavano diffondendo in città determinarono un precoce avvicinamento con l'Umanesimo padovano, con i ripetuti contatti con Donatello e con i soggiorni degli architetti toscani Antonio Manetti e Luca Fancelli.
Un salto di qualità si ebbe dopo la pace di Lodi (1459), quando il territorio mantovano ebbe un felice momento di prestigio politico, sancendo l'importanza della città nello scacchiere italiano, tra i Visconti di Milano e la Serenissima. Questa centralità venne suggellata quell'anno, quando Mantova venne scelta come sede del concilio indetto da Pio II per organizzare la crociata contro gli Ottomani per riprendere Costantinopoli, caduta nel 1453. In quell'occasione il marchese Ludovico III chiamò quasi contemporaneamente Leon Battista Alberti (in città dal 1459) e Andrea Mantegna (dal 1460), che segnarono gli indiscussi punti di riferimento dell'avanguardia artistica mantovana.
L'epoca di Ludovico Gonzaga, al potere fino al 1478, segnò un primo culmine nella vita artistica cittadina, a cui seguì il breve marchesato di suo figlio Federico, sostanzialmente continuativo di quello del padre. Con la salita al potere di Francesco II gli interessi del giovane erede, si rivolsero soprattutto al portare avanti la tradizione militare della famiglia, diventando un noto condottiero. Fu invece sua moglie Isabella d'Este, una delle donne più colte e celebrate del Rinascimento, a dominare la scena artistica, raccogliendo antichità di grande pregio e richiedendo la collaborazione dei più grandi artisti attivi nella penisola, quali Tiziano, Perugino, Leonardo da Vinci e Correggio. Questa passione per il mecenatismo venne trasmessa anche a suo figlio Federico II, che chiamò a Mantova Giulio Romano, allievo di spicco di Raffaello, il quale creò per lui Palazzo Te, straordinario esempio del classicismo cinquecentesco.

## Urbanistica

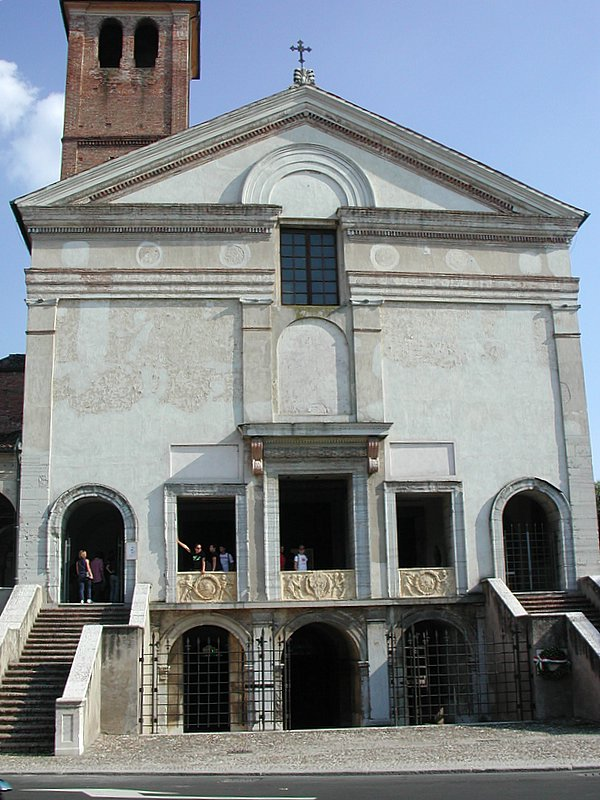
San Sebastiano

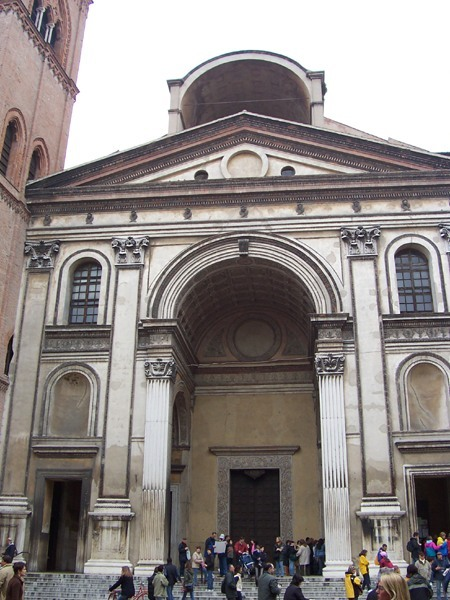
Sant'Andrea

Gli interventi urbanistici sulla città furono limitati, anche per via della sua struttura già fissata da tempo e poco flessibile: su tre lati infatti la città è chiusa dalla cintura dei laghi originati dal Mincio, con una rete viaria derivata dall'epoca romana. Il lembo nord-est della città era il vecchio centro politico-religioso, attorno all'attuale piazza Sordello, sede del palazzo dei Bonacolsi, in contrapposizione con il nucleo comunale di piazza delle Erbe e del Broletto, ridotte a sede di mercato.
Le costruzioni promosse dai Gonzaga fecero perno sul nuovo centro politico del Castello di San Giorgio e sulle due chiese di Sant'Andrea, contenente venerate reliquie, e San Sebastiano, chiesa privata della dinastia.

## Architettura

### San Sebastiano
In architettura fu decisivo l'arrivo nel 1459 di Leon Battista Alberti, chiamato da Ludovico III Gonzaga. Il suo primo intervento riguardò, dal 1460, la chiesa di San Sebastiano, che sorge a margine del centro lungo una delle arterie principali che conducevano alla zona paludosa del Tè, appena fuori le mura, dove si trovavano le stalle dei famosi cavalli, vanto della casata.
Alberti progettò un edificio austero e solenne e, per quanto il suo progetto non venne completato fedelmente e arbitrariamente restaurato nel XX secolo, fece da fondamento per le riflessioni rinascimentali sugli edifici a croce greca. La chiesa è divisa su due piani, con quello inferiore seminterrato, ed è articolata su un vano centrale, pressoché cubico e coperto da volta a crociera, da cui si dipartono tre corti bracci absidati di uguale misura. Il quarto lato è quello della facciata, dove si trova un portico che oggi è composto da cinque aperture. In generale si tratta di un'elaborazione del tempio classico su podio, con architrave spezzata, timpano e un arco siriaco, che testimoniano l'estrema libertà con cui l'architetto disponeva gli elementi. Forse l'ispirazione fu un'opera tardoantica, come l'arco di Orange.

### Sant'Andrea
Il lessico antico venne manipolato con altrettanta disinvoltura nella basilica di Sant'Andrea, nonostante, anche in questo caso, le manomissioni ai progetti originali avvenute in corso d'opera, dopo la morte dell'Alberti. L'edificio nacque in sostituzione di un sacrario dove si venerava una preziosa reliquia del sangue di Cristo. Alberti mutò l'orientamento della chiesa allineandola all'asse viario che collegava Palazzo Ducale al Tè.
La pianta della chiesa è a croce latina, con un'unica, grande navata voltata a botte con lacunari, su cui si aprono cappelle laterali a base rettangolare. La scelta era legata anche a specifici riferimenti antichi, come il tempio etrusco descritto da Vitruvio e la Basilica di Massenzio. Per sigillare monumentalmente l'intera zona venne data particolare importanza alla facciata, impostata come un arco trionfale a un solo fornice tra setti murari, ancora più monumentale del precedente esempio sulla facciata del Tempio Malatestiano. Maggiore enfasi è poi data da un secondo arco superiore, oltre il timpano, che segna l'altezza della navata e che grazie all'apertura interna permette l'illuminazione dell'edificio. L'atrio ha un grande spessore, come punto di filtraggio tra interno ed esterno, che ricorre anche nello schema delle cappelle interne.

### Palazzo Ducale e castello di San Giorgio
Fin dai tempi di Ludovico III Gonzaga il Castello di San Giorgio, robusta fortezza sul Mincio, fu oggetto di modifiche che gradualmente, generazione dopo generazione, trasformarono il suo aspetto da edificio militare a residenza signorile. Col tempo il castello fu dotato di nuove ali e cortili, diventando un vero e proprio palazzo, Palazzo Ducale, una vera città-palazzo separata e totalmente fuori scala rispetto alla città vera.

### Palazzo Te
Costruito tra il 1524 e il 1534 su commissione di Federico II Gonzaga, è l'opera più celebre dell'architetto italiano Giulio Romano.

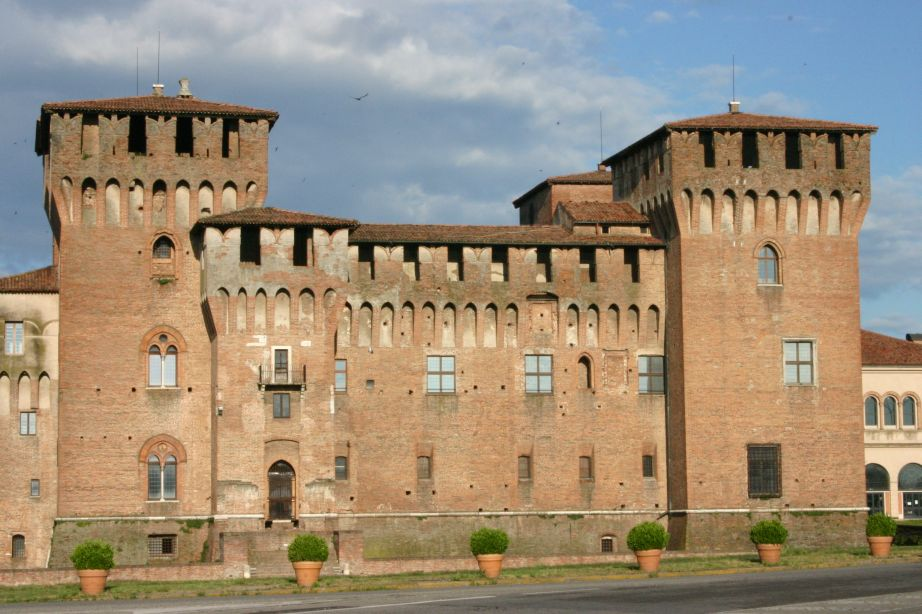
Il Castello di San Giorgio
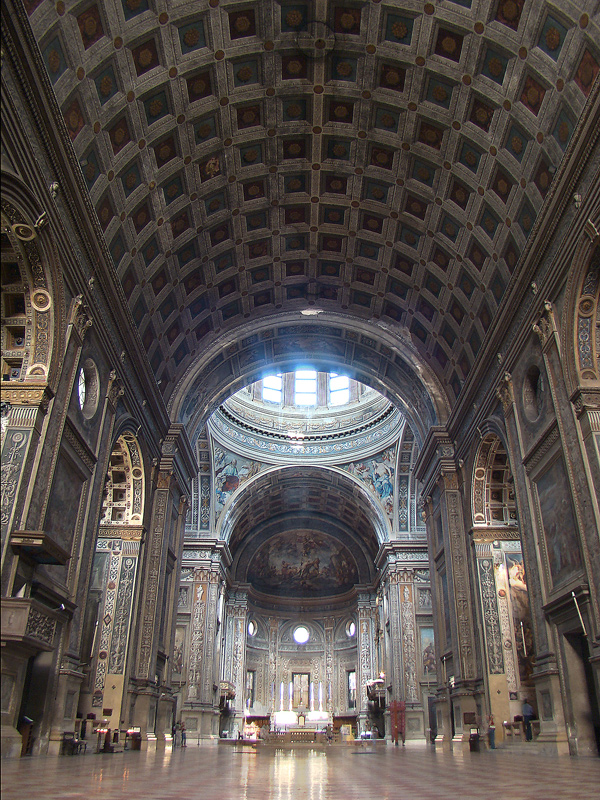
Interno di Sant'Andrea
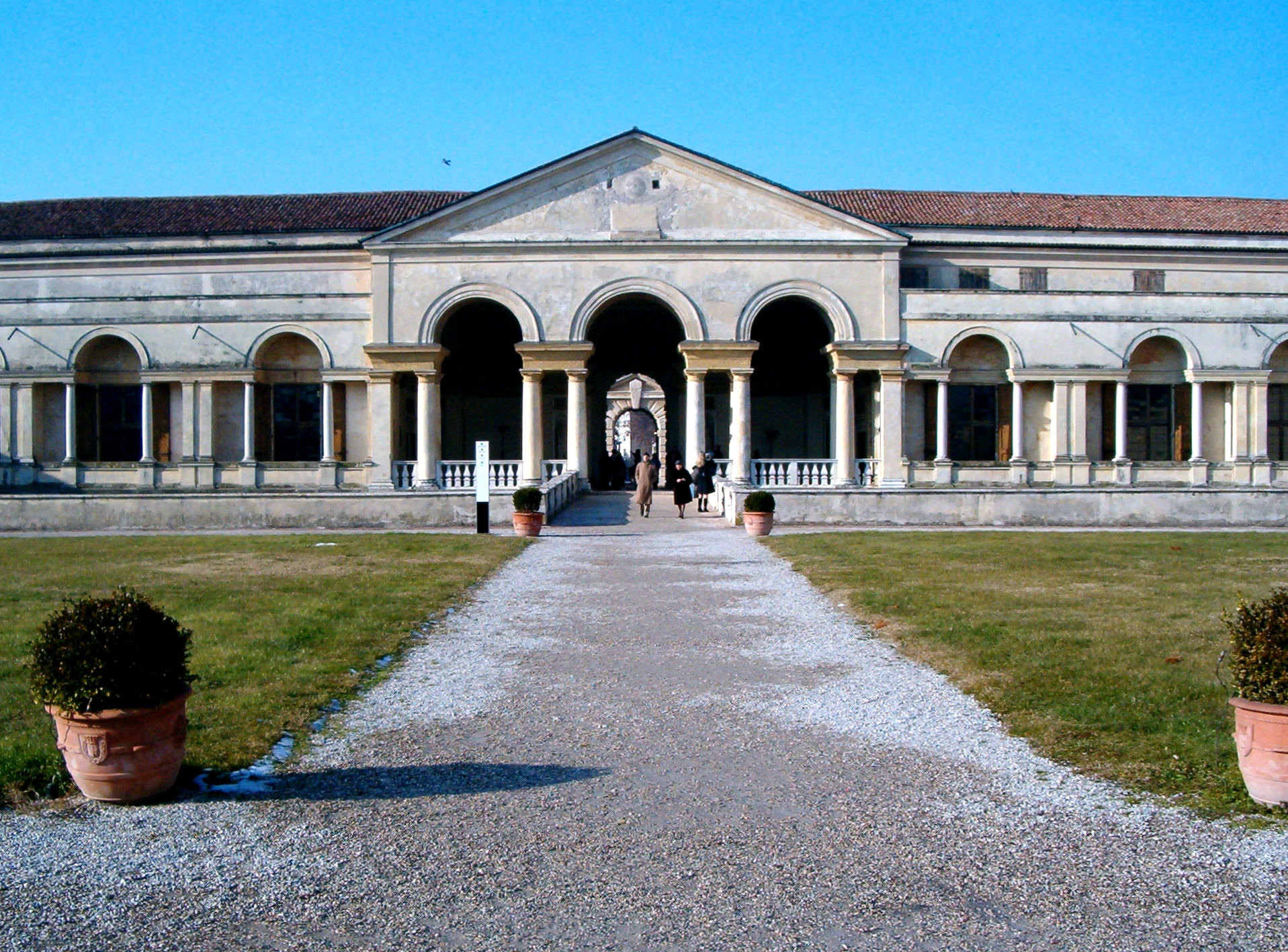
Palazzo Te

## Pittura

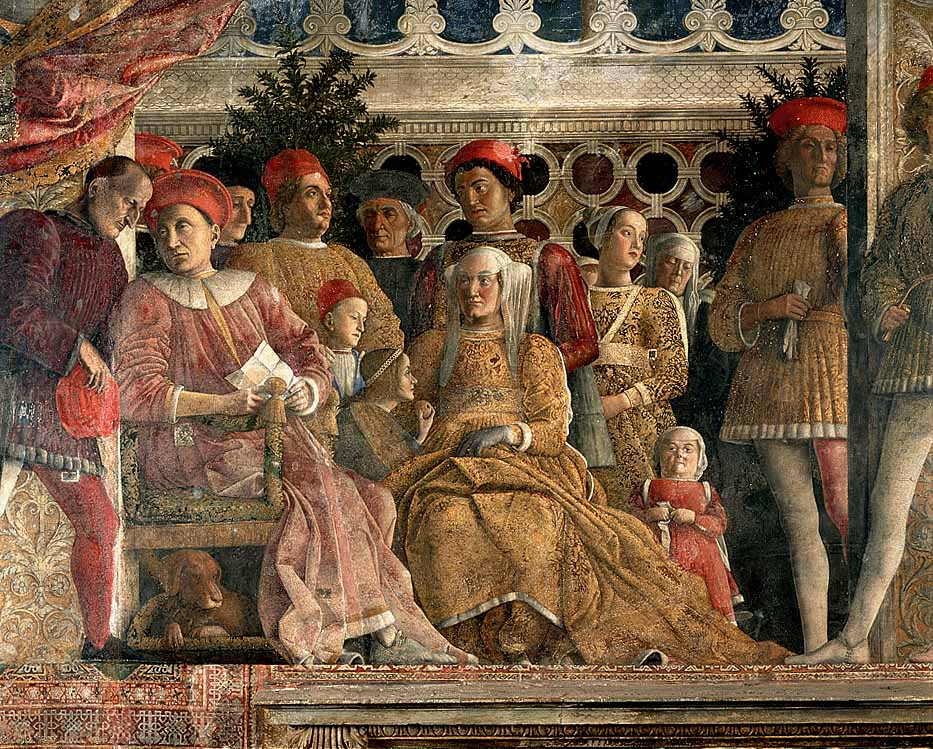
La corte ducale nella Camera degli Sposi

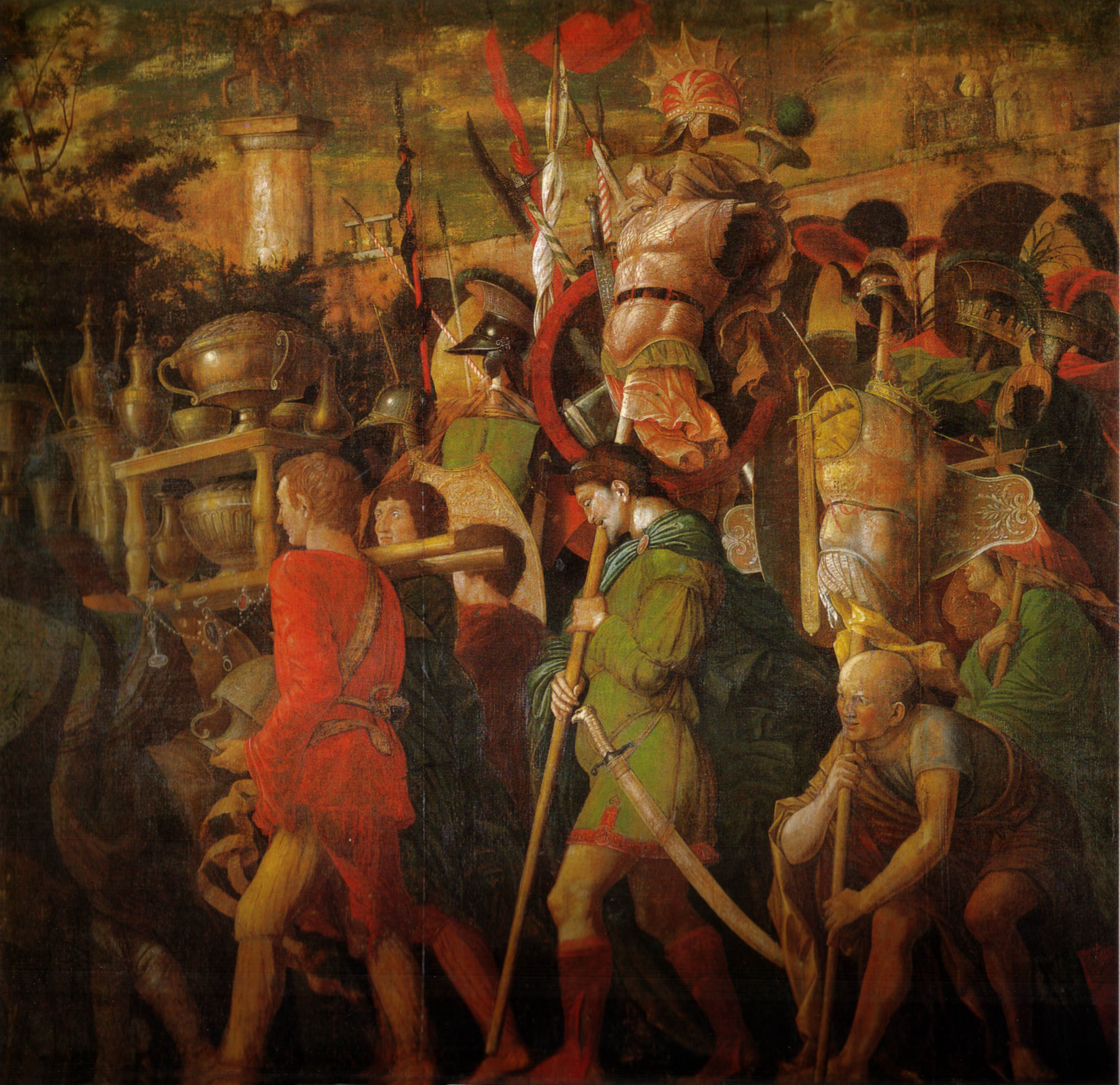
Trionfi di Cesare, sesta scena, Portatori di corsaletti, di trofei e di armature

### Andrea Mantegna
La produzione pittorica per i Gonzaga fu dominata per tutto il XV secolo da Andrea Mantegna, artista di corte dal 1460, quando successe allo scomparso Pisanello, fino alla morte nel 1506. Scelto giovanissimo a Padova da Ludovico III Gonzaga, l'artista spiccava già come uno dei più innovativi e rivoluzionari della scena italiana, con i suoi spiccati interessi per l'antichità classica e per la creazione con la pittura di spazi illusionisticamente aperti, dove lo spazio reale e quello dipinto si fondono con grande maestria. Tra le sue prime opere per il marchese spicca la tavola della Morte della Vergine, creata per una scomparsa cappella privata del Castello di San Giorgio, dove il tema è trattato senza accenni miracolistici, in un'architettura con un panorama dalla finestra che è finemente colto dal vero. L'ammorbidirsi di forme e colori, iniziato nel percorso dell'artista già nella Pala di San Zeno (1457-1459), è qui ulteriormente sviluppato, con una maggiore naturalezza di gesti e tipi umani, che vengono nobilitati dall'ampio respiro monumentale della composizione.
Grande capolavoro dell'artista a Mantova è la Camera degli Sposi ("Camera picta"), completata nel 1474. L'ambiente di rappresentanza, piuttosto piccolo, è coperto da affreschi sulle pareti e sulla volta. Dei quattro lati due sono coperti da panneggi dipinti mentre gli altri presentano i medesimi drappi però scostati a rivelare scene della corte dei Gonzaga. I pilastri dipinti sembrano contenere una loggia che sfonda il reale spazio della parete, coinvolgendo anche gli oggetti reali della stanza, come il ripiano del camino che diventa base rialzata di una terrazza dove Ludovico, seduto accanto alla moglie, sta ricevendo una lettera da un suo segretario. Il gioco illusivo trova il suo apice nel celebre oculo della volta, dove si affacciano, fortemente scorciati da sott'in su, una serie di putti e di damigelle che guardano con fare scherzoso verso il basso. Sempre sulla volta si trovano poi una raffinata serie di affreschi a grisaglia, con busti di imperatori romani e scene mitologiche, che danno alla sala il tono di una magnificente aula antica, dove la vita della corte contemporanea rivendica la stessa nobiltà dell'età classica. La Camera degli Sposi segnò una svolta epocale nello stile delle corti italiane, che dalle fastose ornamentazioni di stampo tardogotico passarono a un'immagine più solenne, intellettuale e umanistica.
Sotto Francesco II, Mantegna si dedicò a un'opera ancora più ambiziosa, i Trionfi di Cesare (1485 circa-1505), dove sono fusi magistralmente la passione per l'antico, l'ostentazione prestigiosa per i committenti e l'eredità medievale di passione per il dettaglio e il particolare episodico. Il ciclo, del quale si conoscono nove tele, tutte nel palazzo di Hampton Court presso Londra, fu estremamente celebre, visitato da ogni ospite di riguardo e celebrato da tutti, anche se tutta questa popolarità è all'origine del cattivo stato di conservazione odierno, per via dei numerosi e impropri tentativi di restauro subiti nei secoli. Ogni tela ha forma quadrata, di circa 2,80 metri per lato, dove sono raffigurati i protagonisti di un corteo trionfale di Giulio Cesare, che si dispiega di dipinto in dipinto per un'intera sala, con un punto di vista ottimizzato per una visione dal basso. In effetti anticamente si pensa che esistesse un sistema di pilastrini lignei che intervallavano le scene, dando l'impressione anche in questo caso di vedere il tutto attraverso una loggia aperta. Il corteo, ispirato a più fonti antiche e moderne, si dispiega con continue invenzioni, senza cedimenti, dove il dato erudito è messo in secondo piano dalla rappresentazione umana, colta negli atteggiamenti più vari.

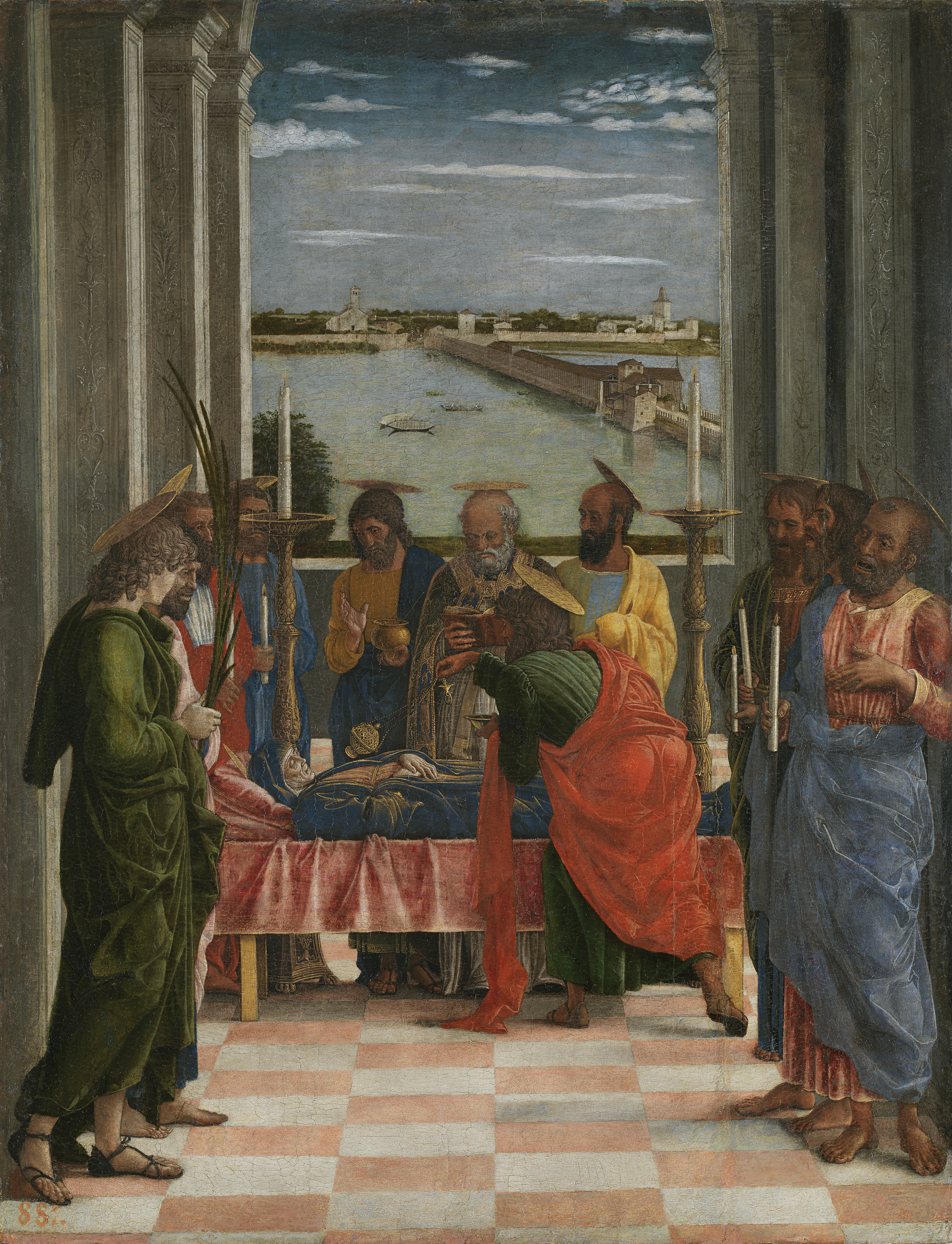
Morte della Vergine
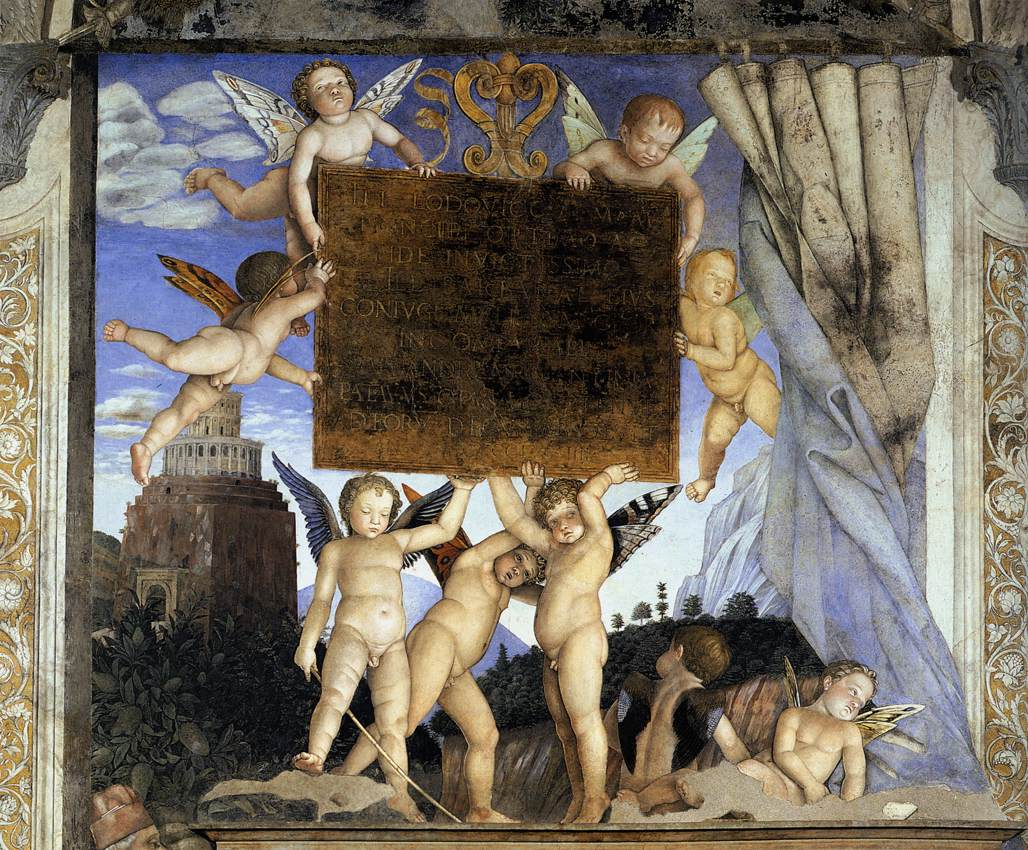
Putti che reggono la targa dedicatoria nella Camera degli Sposi
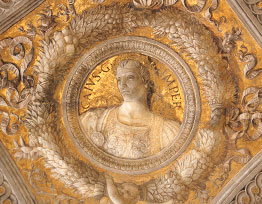
Il busti dei Cesari nella Camera degli Sposi
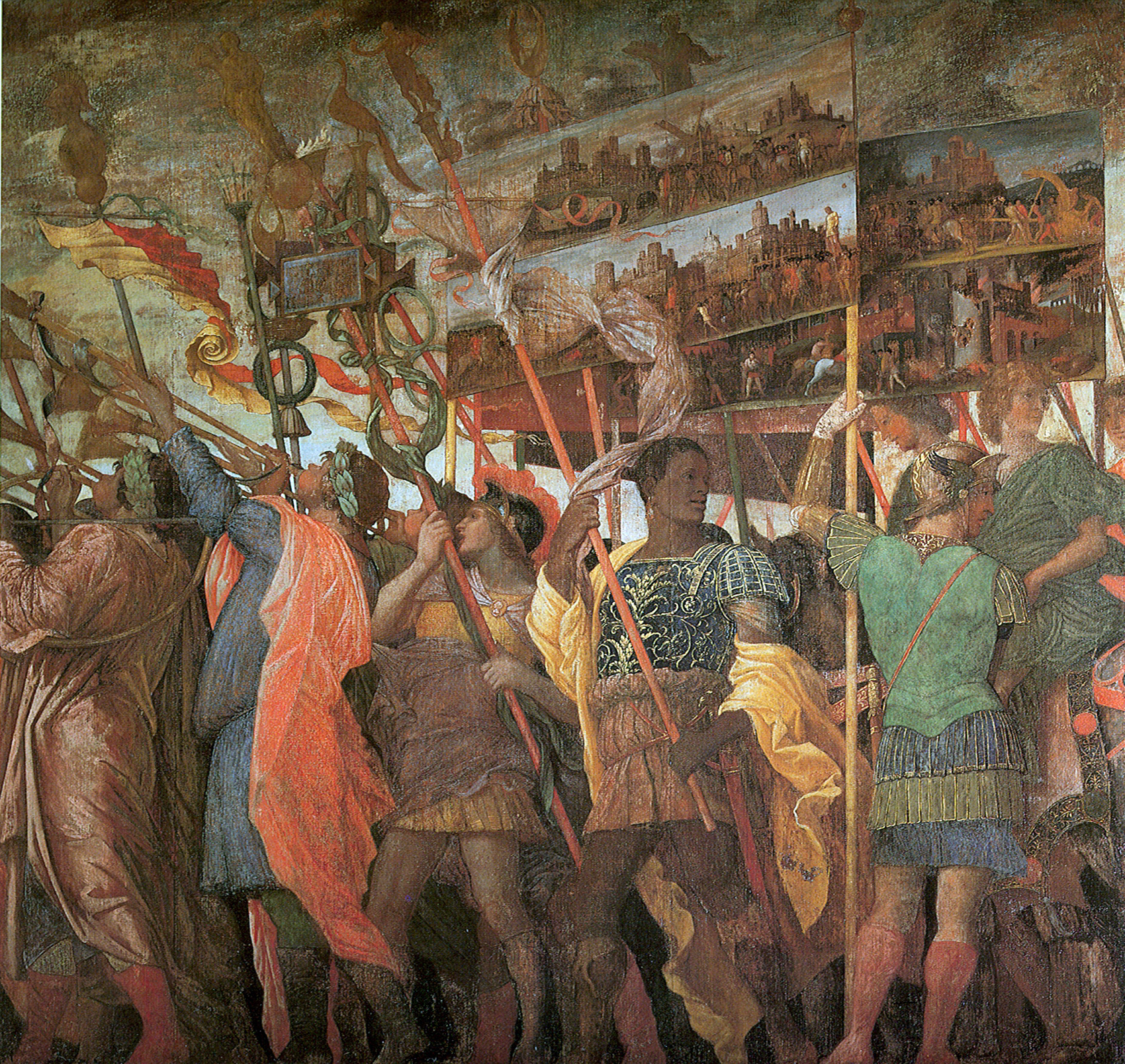
Trionfi di Cesare, prima tela, Trombettieri e portatori di insegne

### L'epoca di Isabella d'Este e Federico Gonzaga

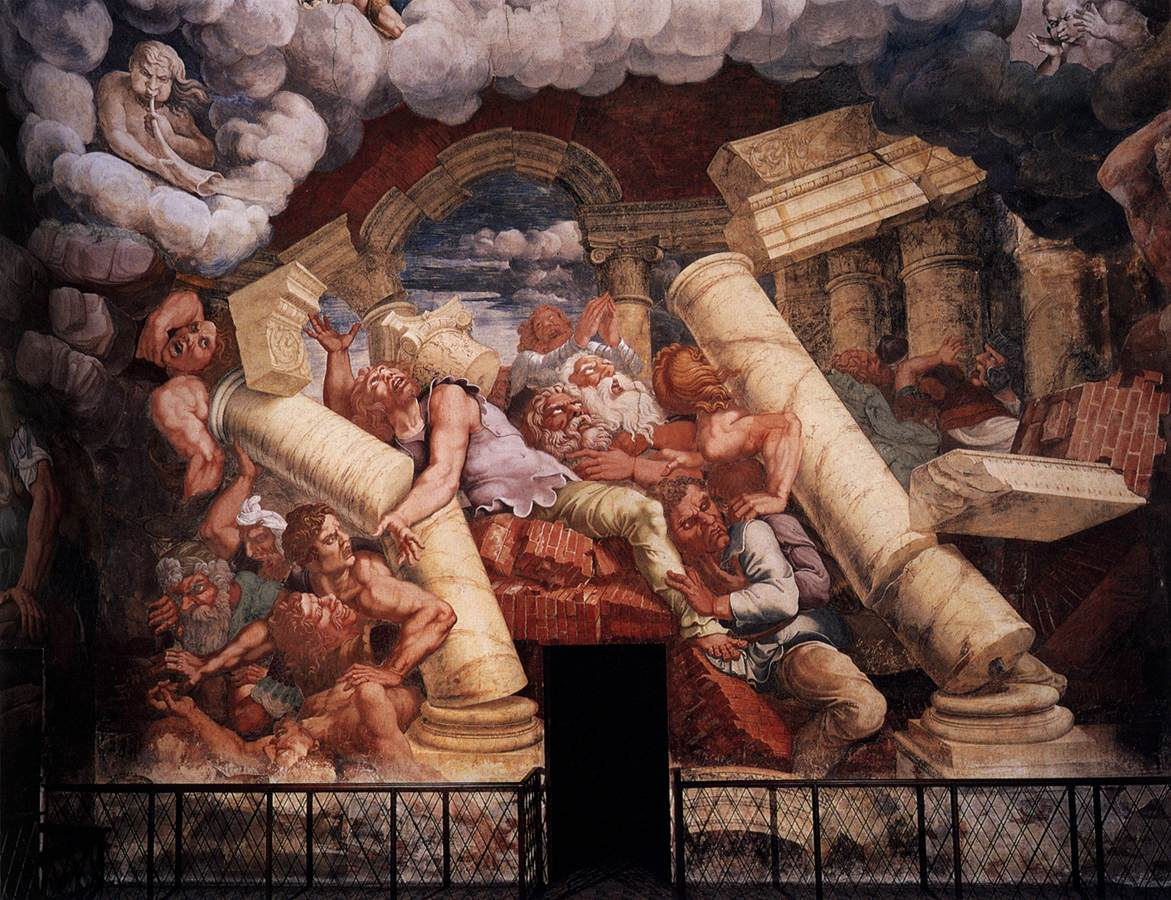
Giulio Romano, Sala dei Giganti

Nell'epoca di Isabella d'Este la fama di Mantegna, ormai anziano, subì un certo ridimensionamento. Sebbene la marchesa ne apprezzasse le doti indiscusse di pittore di scene figurate e mitologiche, commissionandogli vari dipinti per il suo studiolo, essa lo criticò come ritrattista, cogliendo forse i tratti più rigidi del suo stile, poco incline ad ammorbidirsi secondo lo stile di morbida naturalezza che spopolava allora in Italia, con esponenti quali Leonardo da Vinci, Perugino e i veneti come Giovanni Bellini e Giorgione.
L'inizio del XVI secolo è dominato dalle iniziative culturali della marchesa, della quale resta un preziosissimo carteggio con vari pittori, che testimonia il rapporto tra committenti e artisti alla vigilia della "Maniera moderna". Per il suo Studiolo richiese dipinti ai maggiori artisti dell'epoca, tra cui i già citati Mantegna e Perugino, oltre a Lorenzo Costa il Vecchio e Correggio. Isabella fu inoltre committente di Tiziano.
L'amore per le arti venne pienamente trasmesso al figlio Federico, che nel 1524 impresse una svolta "moderna" all'arte di corte con l'arrivo di Giulio Romano, allievo di Raffaello, che creò Palazzo Te affrescandovi la celebre Sala dei Giganti.

## Scultura
Alla corte di Mantova la scultura non ebbe molto seguito, per via della mancanza di cave nel territorio e dei costosi dazi di importazione dai territori vicini. Si sviluppò per questo una ricca produzione di opere pittoriche a grisaglia, che ebbero proprio in Mantegna il maggior creatore. Solo all'epoca di Isabella d'Este si ricordano i soggiorni di alcuni scultori di fama, come i Lombardo o l'Antico, autore di una serie di bronzetti che imitavano opere classiche per lo studiolo di Isabella.